# Svatoslav (jméno)
Svatoslav je mužské křestní jméno slovanského původu. Vykládá se jako „silou silný“. Další variantou jména je Světoslav. Ženským protějškem jména je Svatoslava.
Podle českého kalendáře má svátek 3. prosince.

## Zdrobněliny
Sveťo, Svetek, Svatoš, Slavo, Slávek, Svetko

## Svatoslav v jiných jazycích
- Slovensky: Svätoslav
- Ukrajinsky: Svjatoslav
- Rusky: Svjatoslav
- Bulharsky: Svetoslav
- Srbochorvatsky: Svetislav nebo Svetoslav
- Polsky: Świętosław, ženské Świętosława

## Známí nositelé jména
- Svjatoslav I. Igorevič - kyjevský kníže
- Svjatoslav II. Jaroslavič (1027-1076) - kyjevský a černigovský kníže
- Svjatoslav III. Vsevolodovič (před rokem 1141-1194) - kyjevský kníže
- Svjatoslav Olgovič (před rokem 1108-2264) - kníže Novgorodu-Severského
- Teodor Svetoslav (Svetoslav Terter) - bulharský car

- Svetoslav S. Bardarov, americký doktor
- Svetoslav Bombík – leader hnutí studentského z roku 1989
- Svetoslav Borisov – dirigent
- Svjatoslav Fjodorov - ruský oftalmolog
- Světoslav Karmazín (* 20. století) – kladenský malíř
- Svätoslav Mathé - slovenský politológ a publicista
- Svetoslav Petrov – bulharský fotbalista
- Svetislav Pešić – srbský basketbalista
- Svjatoslav Piskun - ukrajinský státník
- Svjatoslav Richter - sovětský klavírista
- Svjatoslav Syrota - ukrajinský sportovní správce a bývalý hráč
- Svetoslav Suronja - chorvatský král z let 997 a 1000
- Svjatoslav Ševčuk - vyšší arcibiskup řeckokatolické církve na Ukrajině
- Svetoslav Todorov – bulharský fotbalista
- Svatoslav Ton – český atlet, výškař